# Vietnã nos Jogos Olímpicos de Verão de 2016
O Vietnã, representados pelo Comitê Olímpico Vietnamita, compete nos Jogos Olímpicos de Verão de 2016 no Rio de Janeiro entre os dias 5 e 21 de agosto de 2016. Esta será a décima quinta vez que o Vietnã participa dos Jogos Olímpicos da Era Moderna.

## Medalhistas
| Medalha | Nome            | Esporte | Evento                             | Data        |
| ------- | --------------- | ------- | ---------------------------------- | ----------- |
| Ouro    | Hoàng Xuân Vinh | Tiro    | Carabina de ar 10 metros masculino | 6 de agosto |

## Natação
| Atleta              | Prova        | Eliminatórias | Eliminatórias | Semifinal | Semifinal | Final       | Final       |
| Atleta              | Prova        | Tempo         | Pos.          | Tempo     | Pos.      | Tempo       | Pos.        |
| ------------------- | ------------ | ------------- | ------------- | --------- | --------- | ----------- | ----------- |
| Nguyễn Thị Ánh Viên | 400 m medley | 4:36,85       | 9º            | —         | —         | Não avançou | Não avançou |

## Tiro
Masculino
| Atleta          | Evento                   | Qualificação | Qualificação | Final       | Final           |
| Atleta          | Evento                   | Pontos       | Pos.         | Pontos      | Pos.            |
| --------------- | ------------------------ | ------------ | ------------ | ----------- | --------------- |
| Hoàng Xuân Vinh | Carabina de ar 10 metros | 581          | 4 Q          | 202.5       | Medalha de ouro |
| Hoàng Xuân Vinh | Pistola 50 metros        |              |              |             |                 |
| Trần Quốc Cường | Carabina de ar 10 metros | 575          | 26           | Não avançou | Não avançou     |
| Trần Quốc Cường | Pistola 50 metros        |              |              |             |                 |

Legenda
| Recorde mundial      | Recorde mundial (World record)               |                       | Recorde africano                      | Recorde africano (African) |                                           | Q | Classificado por posição (Qualified) |
| Recorde olímpico     | Recorde olímpico (Olympic record)            | Recorde da América    | Recorde da América (Americas)         | q                          | Classificado por melhor tempo (Qualified) |   |                                      |
| Melhor marca do ano  | Melhor marca do ano (World leading)          | Recorde asiático      | Recorde asiático (Asian)              | DNS                        | Não largou (Did not start)                |   |                                      |
| Recorde nacional     | Recorde nacional (National record)           | Recorde europeu       | Recorde europeu (European)            | DNF                        | Não terminou (Did not finish)             |   |                                      |
| Recorde pessoal      | Recorde pessoal do atleta (Personal best)    | Recorde da Oceania    | Recorde da Oceania (Oceania)          | DSQ / DQ                   | Desclassificado (Disqualified)            |   |                                      |
| Recorde da temporada | Recorde da temporada do atleta (Season best) | Recorde sul-americano | Recorde sul-americano (South America) | NM                         | Sem marca (No mark)                       |   |                                      |